# Blain (Pennsylvania)
Blain è un  comune degli Stati Uniti d'America (borough), situato nello stato della Pennsylvania, nella contea di Perry.